# Boskovštejn

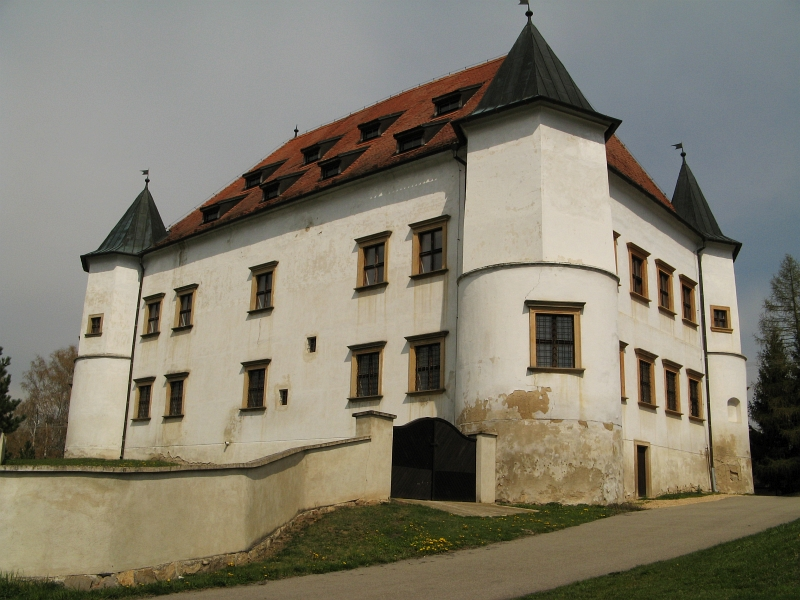
Die Feste Boskovštejn

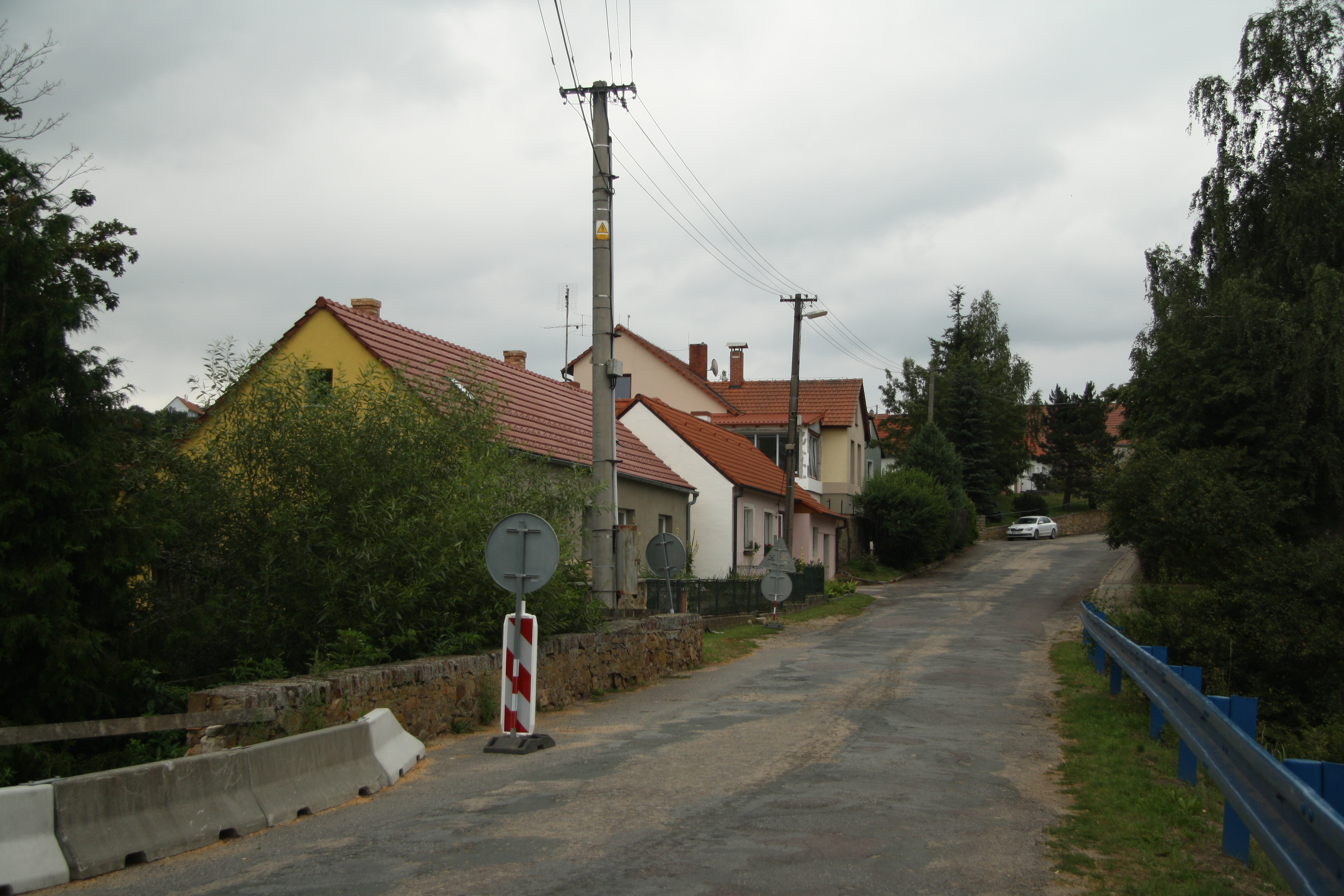
Ortszentrum

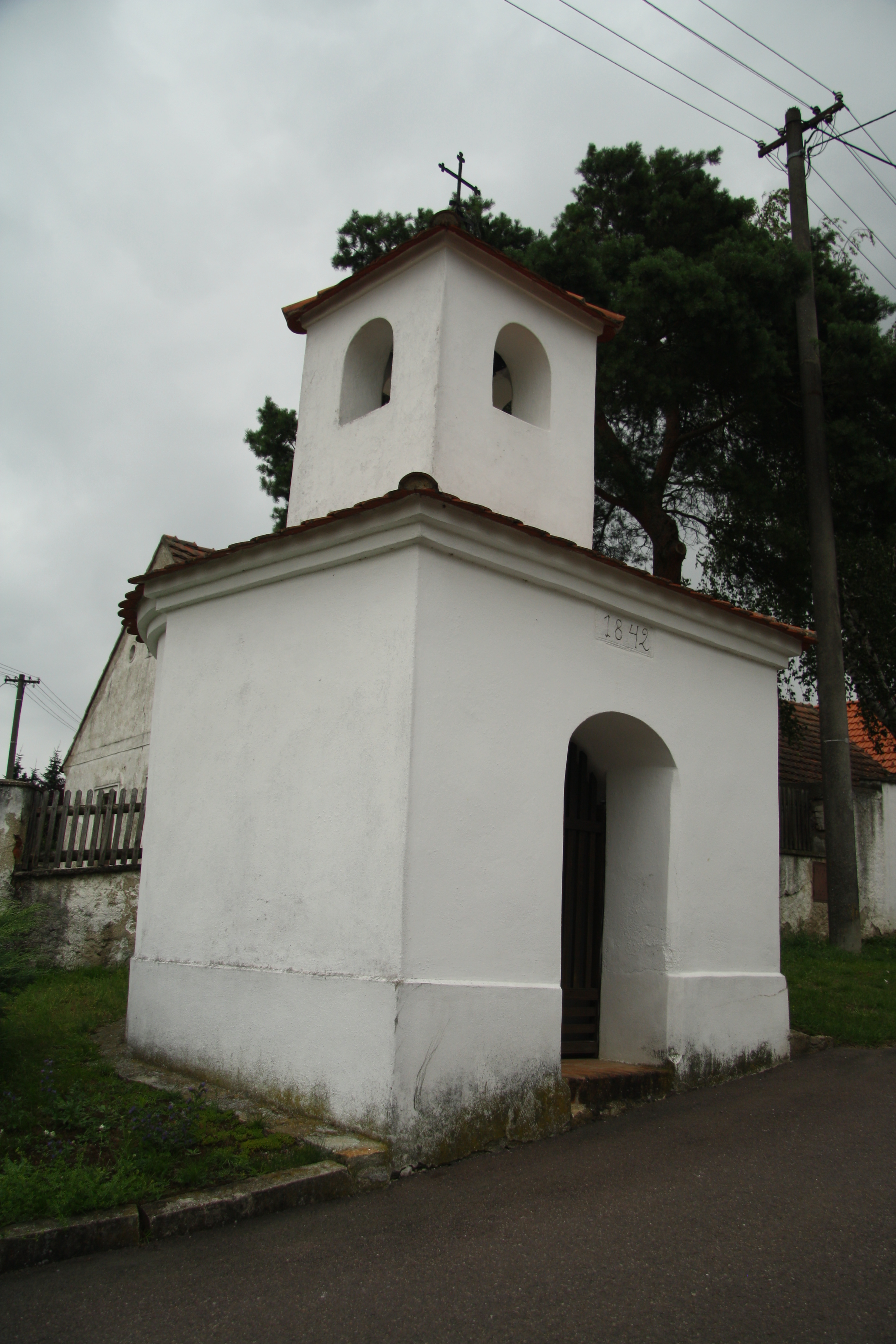
Glockenturm

Boskovštejn (deutsch Boskowstein, auch Boskenstein) ist eine Gemeinde in Tschechien. Sie liegt elf Kilometer südöstlich der Stadt Moravské Budějovice und gehört zum Okres Znojmo.

## Geographie
Boskovštejn befindet sich im Tal der Jevišovka in der südmährischen Jevišovická pahorkatina.
Nachbarorte sind Jiřice u Moravských Budějovic im Norden, Jevišovice im Osten, Bojanovice im Südosten, Vranovská Ves im Süden, Pavlice im Südwesten, Grešlové Mýto im Westen sowie Blanné und Prokopov im Nordwesten.

## Geschichte
Archäologische Funde durch František Vildomec und Jaroslav Palliardi ergaben, dass sich an der Stelle des heutigen Ortes eine jungsteinzeitliche Siedlung befand, die auf die Zeit zwischen 5000 und 2000 v. Chr. datiert wird. Weitere Keramikfunde stammen aus der Hallstattzeit und Eisenzeit.
Erste urkundliche Nachweise über Boskovštejn datieren von 1586, als Friedrich von Náchod Ort und Feste seiner Frau Katharine schenkte. Der Ortsname lautete früher Boskův Týn und leitet sich vom Besitzer der Herrschaft Jevišovice, Boček von Kunstadt her. Zentrum des Dorfes bildete die Wasserfeste.
Bis zum Verkauf an Sigismund von Dietrichstein im Jahre 1619 befand sich Boskovštejn im Besitzer der Herren von Náchod. Dietrichstein war Protestant und verlor seinen Besitz nach der Schlacht am Weißen Berg wieder. 1630 erhielt Georg von Náchod auf Hösting das Dorf einschließlich Feste und Brauerei. Ihm folgte sein Sohn Leopold Ferdinand von Náchod. 1659 wurde die 1615 zum Schloss umgebaute Feste als wüst beschrieben und ein Jahr später verkaufte Leopold Ferdinand Boskowstein zusammen mit Hösting an Zdenko Bohuslav Dubský von Třebomyslice.
Dubský schloss Boskowstein, zu dem noch die herrschaftliche Schenke und vier Chaluppen an der Prager Straße, bei denen ein Gröschel Maut zu entrichten war, an Hösting an. 1680 überschrieb Zdenko Dubský Boskowstein an den Besitzer von Jevišovice, Marschall Jean-Louis Raduit de Souches. 1682 erbte dessen schwachsinniger Sohn Johann Ludwig de Souches Boskowstein. Als dieser 1717 verstarb, fiel der Besitz an dessen Neffen, die ihn 1720 an den Hofrat Joseph Graf von Gatterburg verkauften.
1798 erwarb Anton Graf Meraviglia die Herrschaft Hösting mit den zugehörigen Dörfern Blann, Boskowstein, Gröschlmaut, Irschitz, Prokopsdorf, Roskosch und Zerkowitz. Zum Ende des 18. Jahrhunderts verschmolz das eigenständige Gut Boskowstein mit der Herrschaft Hösting. 1794 bestand Boskowstein auf 32 Häusern, in denen 228 Menschen lebten. 1837 hatte das Dorf 404 Einwohner.
Nach der Aufhebung der Patrimonialherrschaften wurde Boskowstein 1848 zur selbstständigen Gemeinde. 1857 verkaufte die Familie Meraviglia ihre Güter in Hösting und Boskowstein an Karl Fürst von und zu Liechtenstein. Nach dem Tode Rudolfs von und zu Liechtenstein wurden die Güter 1908 an Ferdinand Graf Trauttmansdorff verkauft. Nach der Gründung der Tschechoslowakei erfolgte zwischen 1923 und 1926 die Parzellisierung des Gutes Boskowstein. 1927 lebten 440 Einwohner in dem Ort, 1938 waren es 404.
In den 1980er Jahren erfolgte die Eingemeindung nach Jevišovice, nach der samtenen Revolution löste sich Boskovštejn 1989 wieder los und bildete eine eigene Gemeinde.

## Gemeindegliederung
Für die Gemeinde Boskovštejn sind keine Ortsteile ausgewiesen. Zu Boskovštejn gehört die Einschicht Pustý Mlýn.

## Sehenswürdigkeiten
- Feste Boskovštejn, das viertürmige Bauwerk wurde 1615 zum Schloss umgebaut
- Kapelle der Schmerzhaften Jungfrau Maria, nordwestlich des Ortes am Weg nach Prokopov, errichtet 1742
- steinerne Brücke über die Jevišovka
- Gemauerter Glockenturm, erbaut 1842
- Denkmal für den am 28. August 1944 östlich von Boskovštejn an der Stanůvka mit seiner Mustang P-51B-15NA abgestürzten amerikanischen Piloten James Ralph Jones, errichtet 1946